# Maria Kuczmann
Maria Kuczmann (* 1. September 1957 in Leverkusen) ist eine ehemalige deutsche Basketballspielerin.

## Laufbahn
Kuczmann bestritt zwischen 1976 und 1988 150 A-Länderspiele für die bundesdeutsche Nationalmannschaft. Sie nahm unter anderem an der Weltmeisterschaft 1980 sowie den Europameisterschaften 1981 und 1983 teil.
Auf Vereinsebene wurde die Aufbau- und Flügelspielerin mit dem TuS 04 Leverkusen 1978 und 1979 deutscher Meister, mit DJK Agon 08 Düsseldorf holte sie sechs weitere Meistertitel. Mit Düsseldorf stand sie 1983 und 1985 im Europapokal-Endspiel. Darüber hinaus wurde Kuczmann fünf Mal DBB-Pokalsieger.
Ihr Ehemann Achim Kuczmann war Nationalspieler und später Trainer in der Basketball-Bundesliga. Sohn Michael spielte für Bayer Leverkusen in der 2. Bundesliga ProA, Tochter Janina spielte für Opladen in der 2. Bundesliga.